# سلپوگ
سلپوگ (به لاتین: Sêlêpug) یک منطقهٔ مسکونی در جمهوری خلق چین است که در منطقه خودمختار تبت واقع شده‌است. سلپوگ
- نفر جمعیت دارد.